# Aloidendron dichotomum
Aloidendron dichotomum (Masson) Klopper & Gideon F.Sm., nota come albero faretra (quiver tree in inglese, kokerboom in afrikaans), è una specie della famiglia Asphodelaceae diffusa nelle Province del Capo (Sudafrica) e Namibia. Il nome comune si riferisce al fatto che i suoi rami e le sue foglie sono usate dai boscimani (che chiamano la pianta choje) per costruire faretre per le loro frecce.

## Descrizione
Il tronco di A. dichotomum può arrivare a 7 m, e presenta una superficie coperta da scaglie estremamente taglienti. I rami sono lisci e resi biancastri da una polvere prodotta dalla pianta, che ha lo scopo di proteggerli dal calore solare. I rami si biforcano ripetutamente (da cui il nome dichotomum, "diviso in due") e danno luogo a una corona complessivamente tondeggiante. Le foglie, di colore verde e blu marino, si trovano alle estremità dei rami, e sono strette e appuntite. All'inizio dell'inverno (giugno-luglio), produce fiori di un colore giallo acceso.
A. dichotomum può vivere oltre 80 anni.

## Distribuzione e habitat
A. dichotomum è diffusa nelle zone di deserto roccioso del Sudafrica nordoccidentale e della Namibia.

## Usi

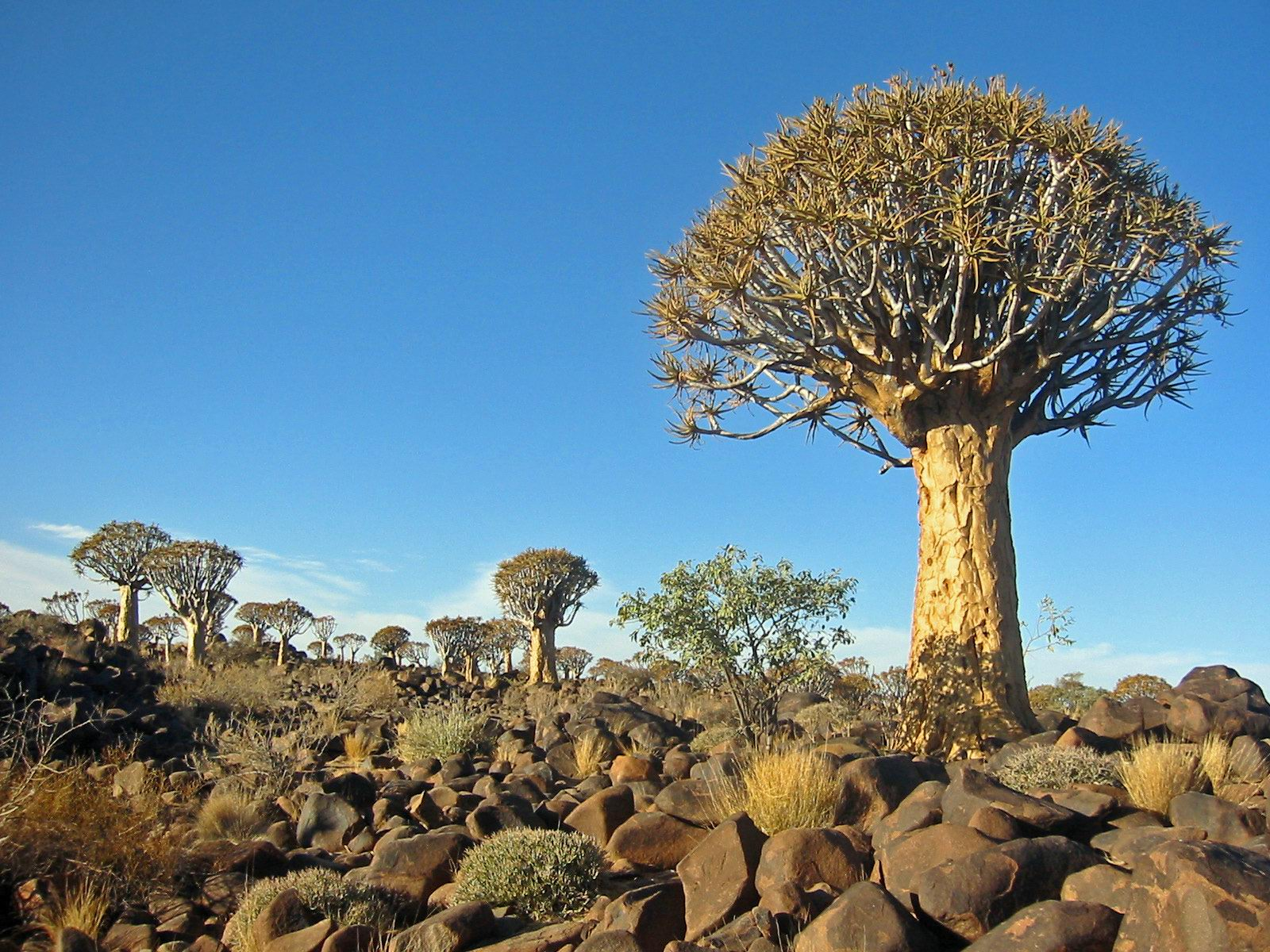
Alberi di A. dichotomum presso la Quiver Tree Forest, Namibia meridionale

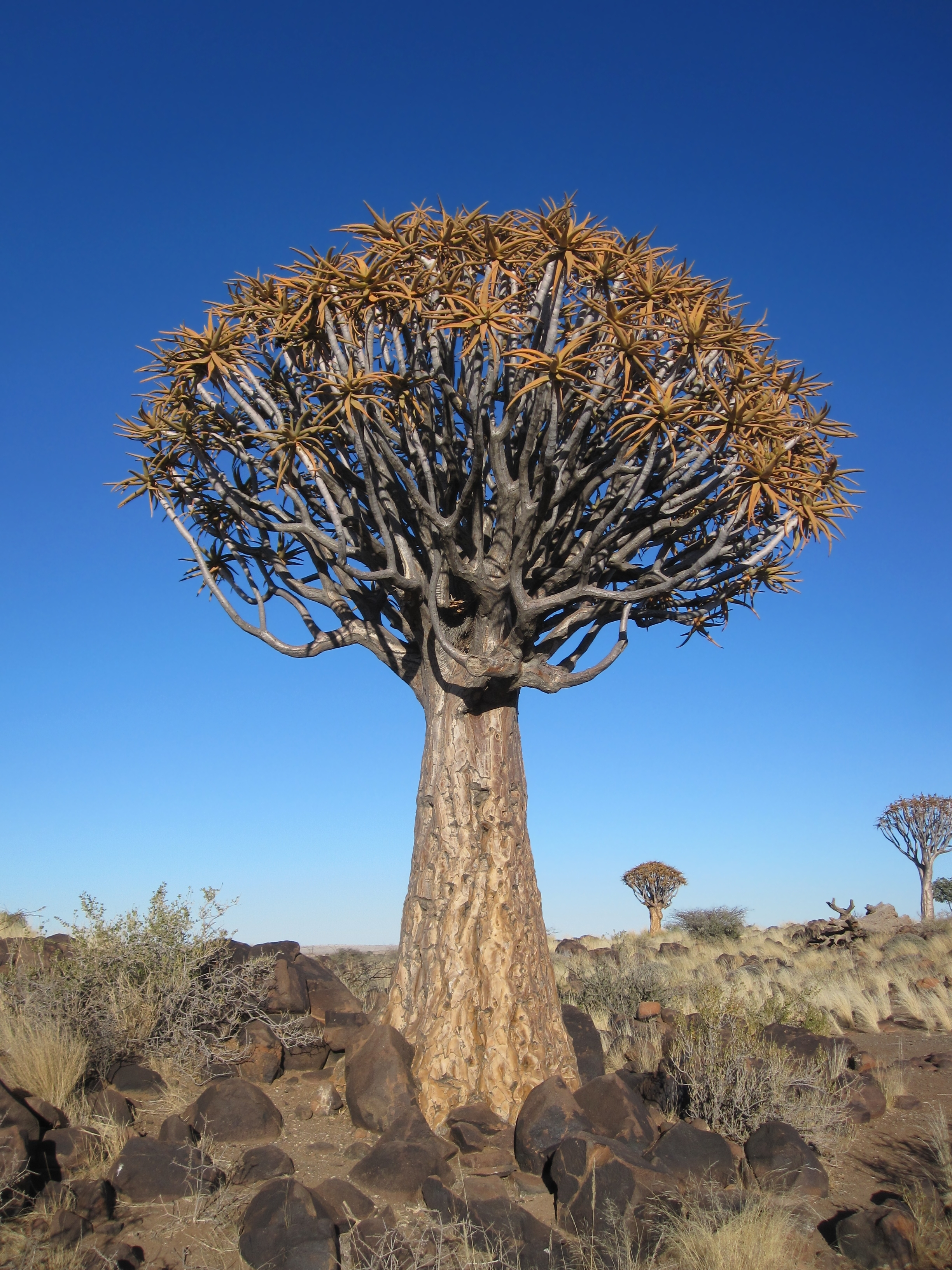
Un esemplare fotografato a Keetmanshoop, in Namibia

I boccioli dei fiori della A. dichotomum sono simili ad asparagi per forma e sapore; forniscono nutrimento a diverse specie di uccelli. Le piante sono anche frequentemente scelte dagli uccelli tessitori, che vi costruiscono enormi nidi coloniali; le scaglie sul tronco contribuiscono a proteggere il nido dai predatori in grado di arrampicarsi.
I San (Boscimani) del Kalahari chiamano A. dichotomum choje. La usano per costruire faretre per le loro frecce avvelenate. Le faretre vengono realizzate strappando i rami dell'albero e svuotandoli della polpa. Inoltre, i San utilizzano tronchi svuotati di A. dichotomum per riporvi il cibo; il tessuto della pianta è infatti poroso, e il passaggio dell'aria attraverso di esso mantiene la temperatura interna del tronco relativamente fresca.

## Scoperta
Il primo europeo a descrivere A. dichotomum fu Simon van der Stel (governatore della Colonia del Capo), che annotò diversi appunti sulla pianta nel proprio diario, il 15 ottobre 1685.